# Кухня-руина
Кухня-руина — памятник архитектуры. Расположен в Пушкине, в Екатерининском парке, на острове на Верхних прудах.

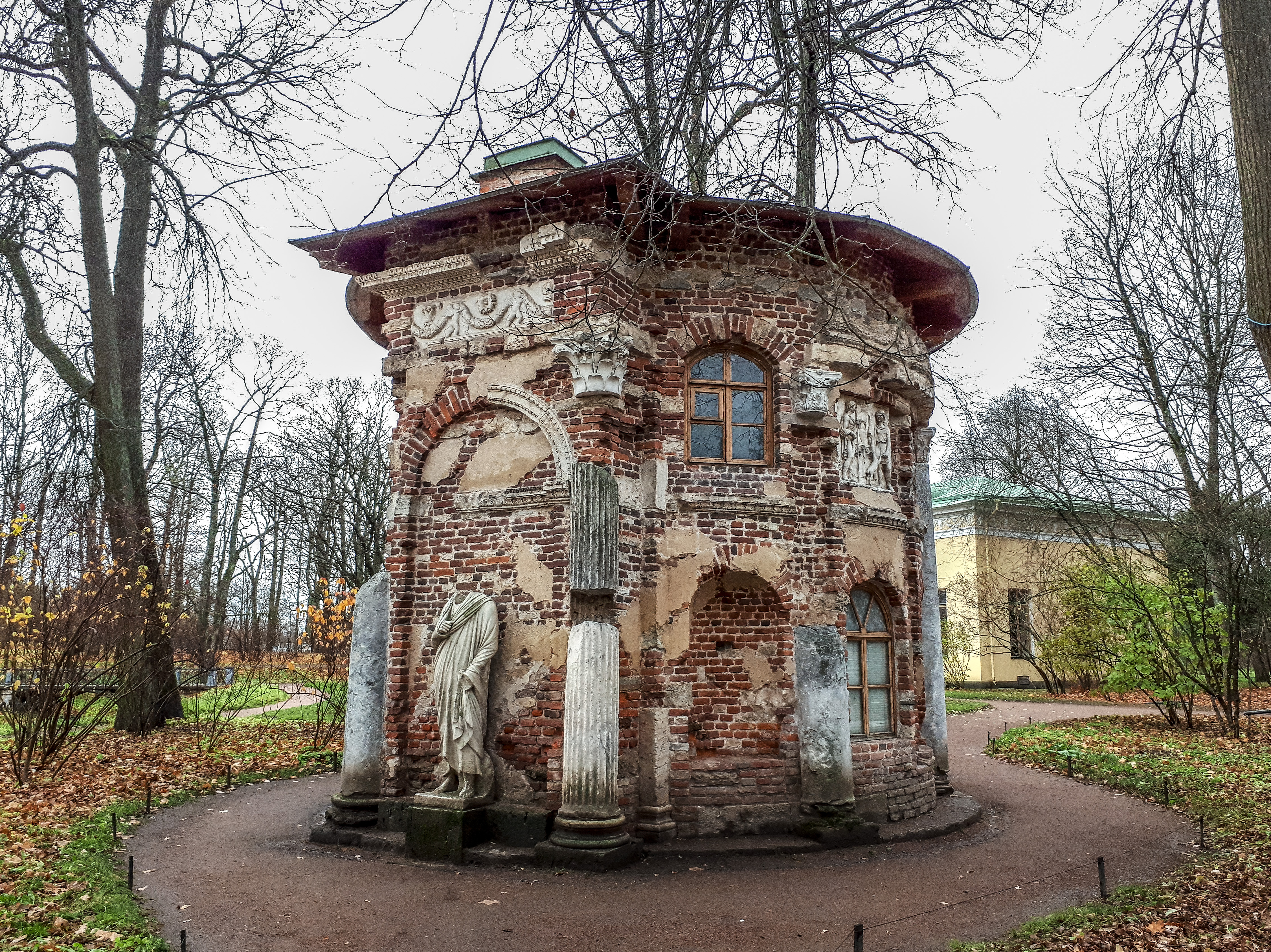

Каждый регулярный парковый ансамбль XVIII века обязан был иметь павильоны Эрмитаж, Грот и искусственные руины. Кухня-руина была построена в 1785—1786 годах по проекту Д. Кваренги. Это ротонда с двумя прямоугольными выступами с использованием подлинных античных итальянских фрагментов: обломков колонн, капителей, карниза и фриза, на котором высечены гирлянды. Войти в павильон можно через полукруглую нишу. Кладка стен местами обнажена, окна асимметричны, три пары гипсовых барельефов («Юпитер и Юнона», «Деметра и служанка» и «Аполлон и Диана») по моделям К. Альбани, установленные в нишах верхней части стен фасада, намеренно повреждены, что вместе создаёт впечатление глубокой древности. Фасад между прямоугольными выступами украшен колоннами.

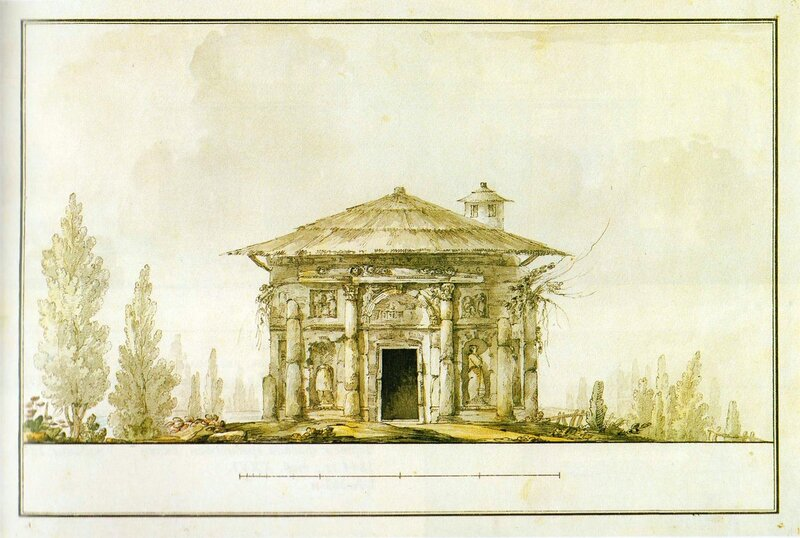
Кухня на рисунке Кваренги, 1780-е
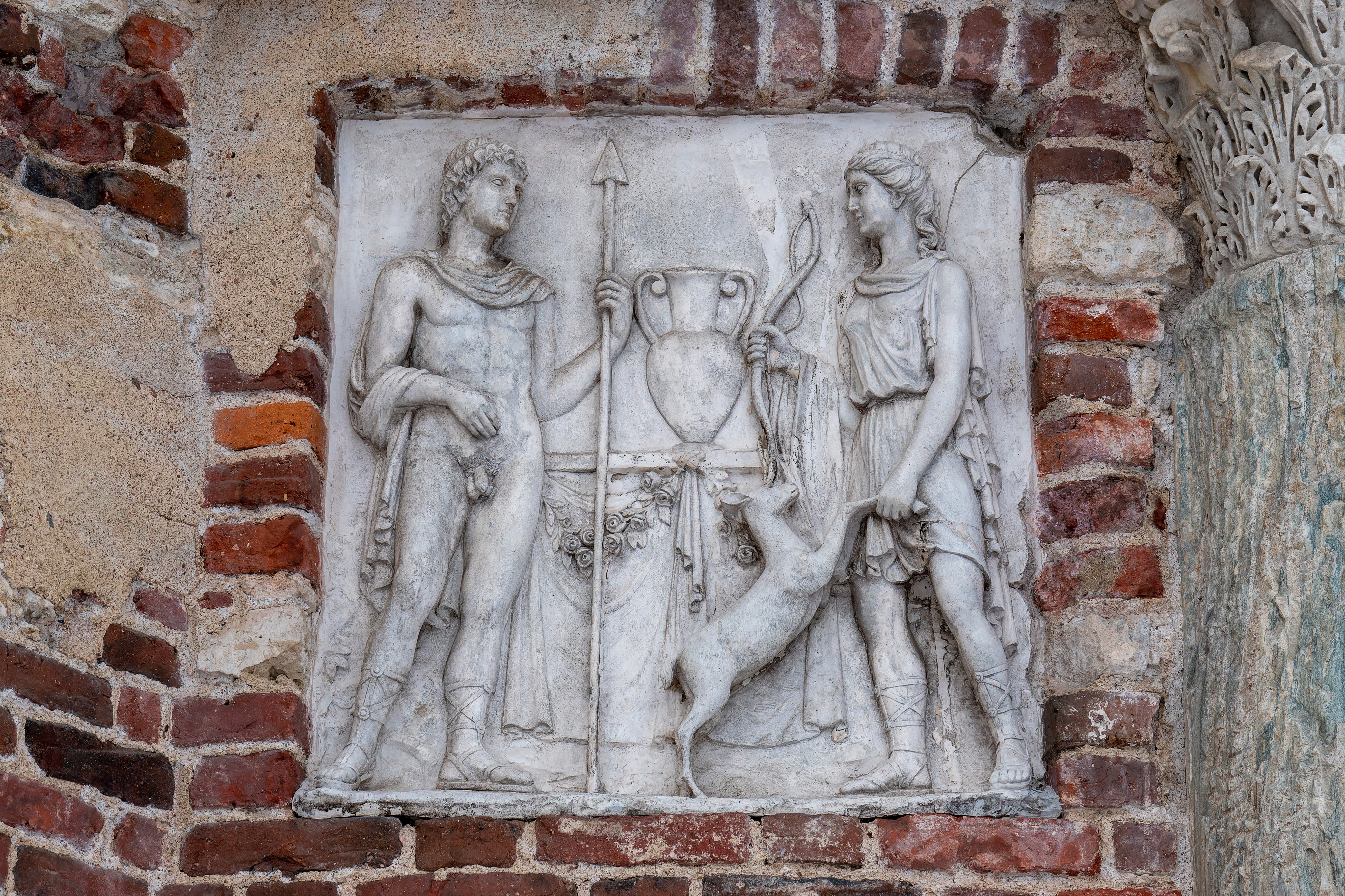
«Аполлон и Диана»
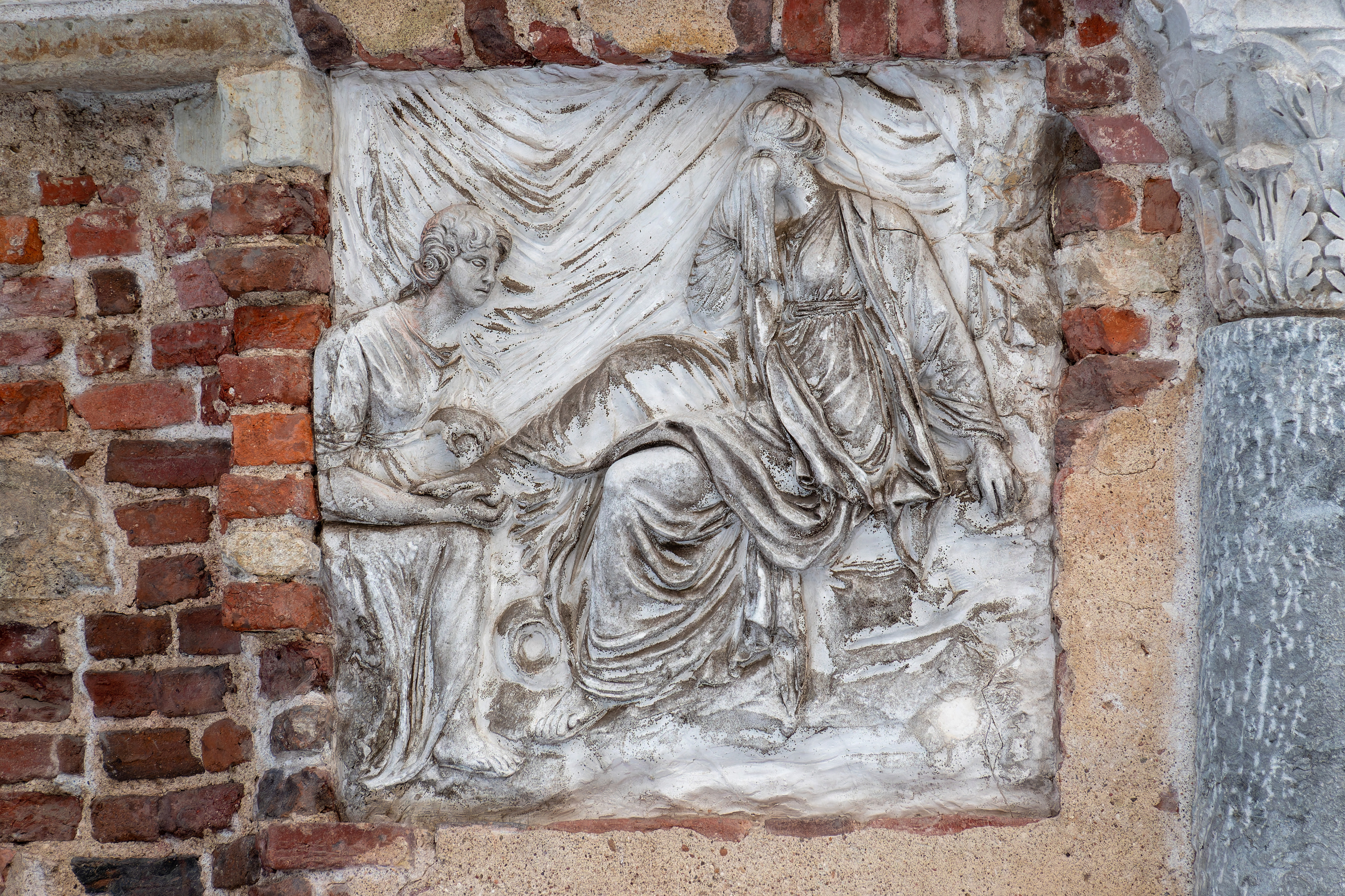
«Деметра и служанка»
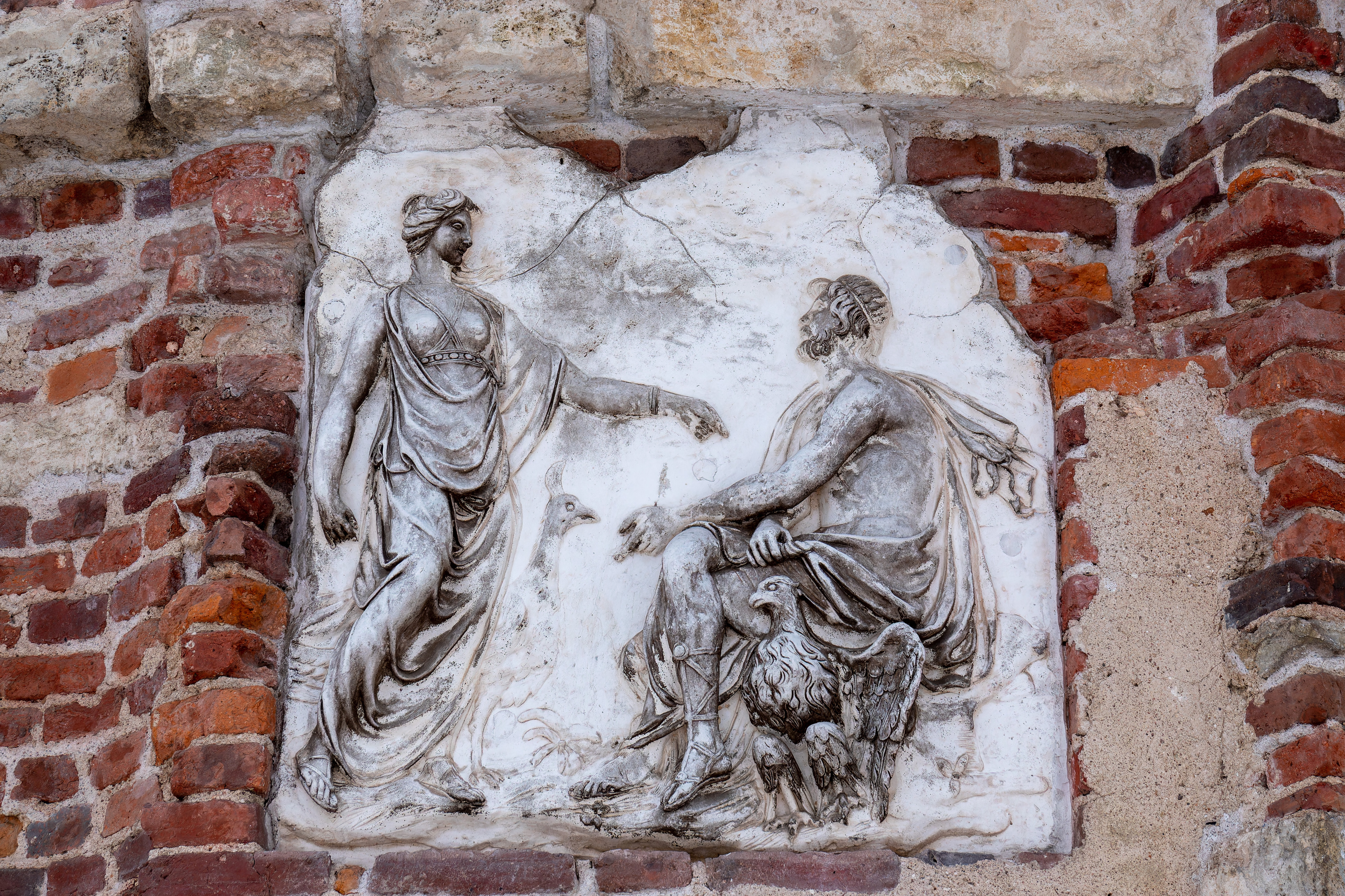
«Юпитер и Юнона»